# 2 Minutos
2 Minutos, también conocido como 2', es un grupo musical de punk rock, formada en 1987, en Valentín Alsina, Provincia de Buenos Aires, Argentina.
Debido a que la mayoría de su lírica se refiere a temas calificados como barriales como el alcohol, la delincuencia, los problemas con la policía, los trabajadores, las peleas callejeras y el fútbol, se le considera una banda identificada con el subgénero oi! punk.
Pilar de la escena punk argentino, los 2 Minutos fueron la primera banda argentina que se presentó en el mítico CBGB, de Nueva York, donde dieron sus primeros pasos grupos como: The Ramones, Television y Patti Smith, entre otros.

## Historia

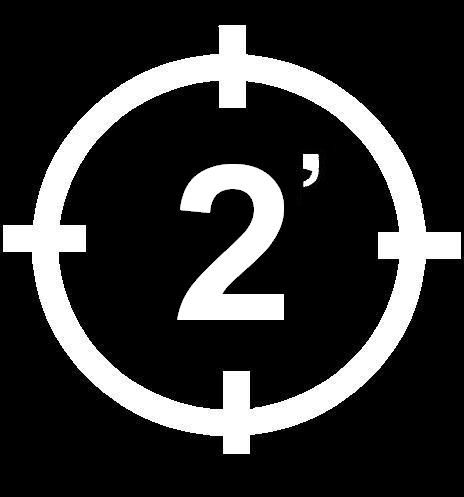
Identidad de la banda.

### Primeros años
Los orígenes de la agrupación, se remontan a mediados de 1987, en la ciudad de Valentín Alsina, cuando Walter Armando "Mosca" Velázquez más algunos compañeros del colegio San Juan Bautista (Marcelo y "Papa") empezaron a ensayar pero sin grandes resultados dado que no tenían un guitarrista estable, según cuenta el propio Mosca: "Grabamos un demito, un ensayo, pero como no conseguíamos violero, hacíamos batería, bajo y voz". Hasta que en 1989 conocen a Alejandro Mirones (El Indio) quién llega para completar al grupo y debutaron el 8 de julio de 1989, el mismo día en que Carlos Menem asumió como presidente de la nación Argentina, tras la renuncia del presidente Raúl Alfonsín y en la que había por ese entonces una hiperinflación de la suba de los precios desmedidos. Sobre esta fecha en particular, donde la Argentina cerraba su primera etapa de democracia, sus miembros dirían años más tarde:

En esas circunstancias empezamos nosotros, Alfonsín dejaba el gobierno, asumía Menem y debutábamos la noche en que la gente salìa a saquear mercados para poder comer...
2 Minutos

El nombre de la banda, surge en homenaje de la canción «Two Minute Warning», de la agrupación británica Depeche Mode, durante una reunión de sus integrantes, a fines de los 80's. Posteriormente sería recortado a simplemente 2 Minutos debido a que lo consideraban "muy largo"

### Éxito y consagración
Tras realizar presentaciones por todo Buenos Aires y grabar material de forma independiente, en 1994 editan su primer trabajo discográfico, titulado Valentín Alsina, en homenaje a su ciudad de origen. La mayoría de las composiciones de sus canciones hablaban del barrio, de la realidad del trabajador abrumado por los bajos salarios, las extensas horas de trabajo y la necesidad de salir del sistema opresor.
Tras el mega éxito de este primer material: 50.000 copias vendidas y aclamados como "Banda Revelación" por el Suplemento Sí del diario Clarín. El gran debut de la banda se produjo al telonear a Motörhead en Estadio Vélez Sarsfield, junto a Attaque 77, ante un público de 45.000 espectadores. De este material se desprende su primer gran éxito, titulado «Ya no sos igual», tema que hablaba de un conocido amigo de la banda que ejerció como policía y que ya no era la misma persona.
Otras canciones consideradas himnos de la banda son "Barricada", "Caramelo de Limón" y " Valentín Alsina".
Su segundo material discográfico, Volvió la alegría, vieja!, fue grabado en el año 1995. El arte de la tapa de este disco es más que sencillo presentando un gesto navideño en ella. Este disco contiene los éxitos más importantes de la banda, entre ellos: «Tema de Adrián», «Vago», «Todo lo miro» y «Piñas van, piñas vienen» (un homenaje a los mejores boxeadores argentinos con una introducción grabada por el mismo Horacio Accavallo). En ese mismo año, la multinacional Polygram edita en VHS, la grabación del show realizado en el Estadio Obras Sanitarias con el título de Completo el cual posteriormente sería lanzado en CD bajo el nombre de "Novedades". Durante ese año también se presentaron en varios programas y salieron de gira por Estados Unidos tocando en el mítico pub CBGB. El 16 de marzo de 1996 tocaron en el estadio de River, teloneando junto a Superuva, Attaque 77, Die Toten Hosen e Iggy Pop el último show internacional de Ramones. El tercer disco, llamado Postal 97’, fue publicado a mediados de 1997, mientras duraban los festejos por los diez años de la banda. La canción «Gatillo fácil» fue el corte difusión y los temas más destacados fueron: «Qué yeta» y «Recuerdos en la arena». El álbum vendió alrededor de 15.000 copias en un mes, lo que llevó a la discográfica a renovarles el contrato. Si bien el disco fue exitoso el grupo se encontraba "estancado" debido a que, por la crisis económica argentina, no conseguían fechas para tocar. Sin embargo y paradójicamente durante este año empezaron las giras por Sudamérica y el Caribe en países como Colombia, Puerto Rico, etc.
Su cuarto disco, Dos minutos de advertencia fue lanzado en 1999, en el cual «Lejos estoy», fue uno de los temas destacados junto con «Carta a E.T.» (un tema que habla sobre la contaminación, y el calentamiento global).
Luego de algunas presentaciones, Indio dejaría la banda luego de 10 años en la misma. Para suplantarlo primeramente se sumaría Pedro Pedrozo y al poco tiempo Pablo Coll como guitarrista rítmico, ambos exintegrantes de Cargo de Conciencia (Banda mítica underground del barrio del Abasto), permaneciendo hasta la actualidad como guitarristas de la banda.

### Años 2000

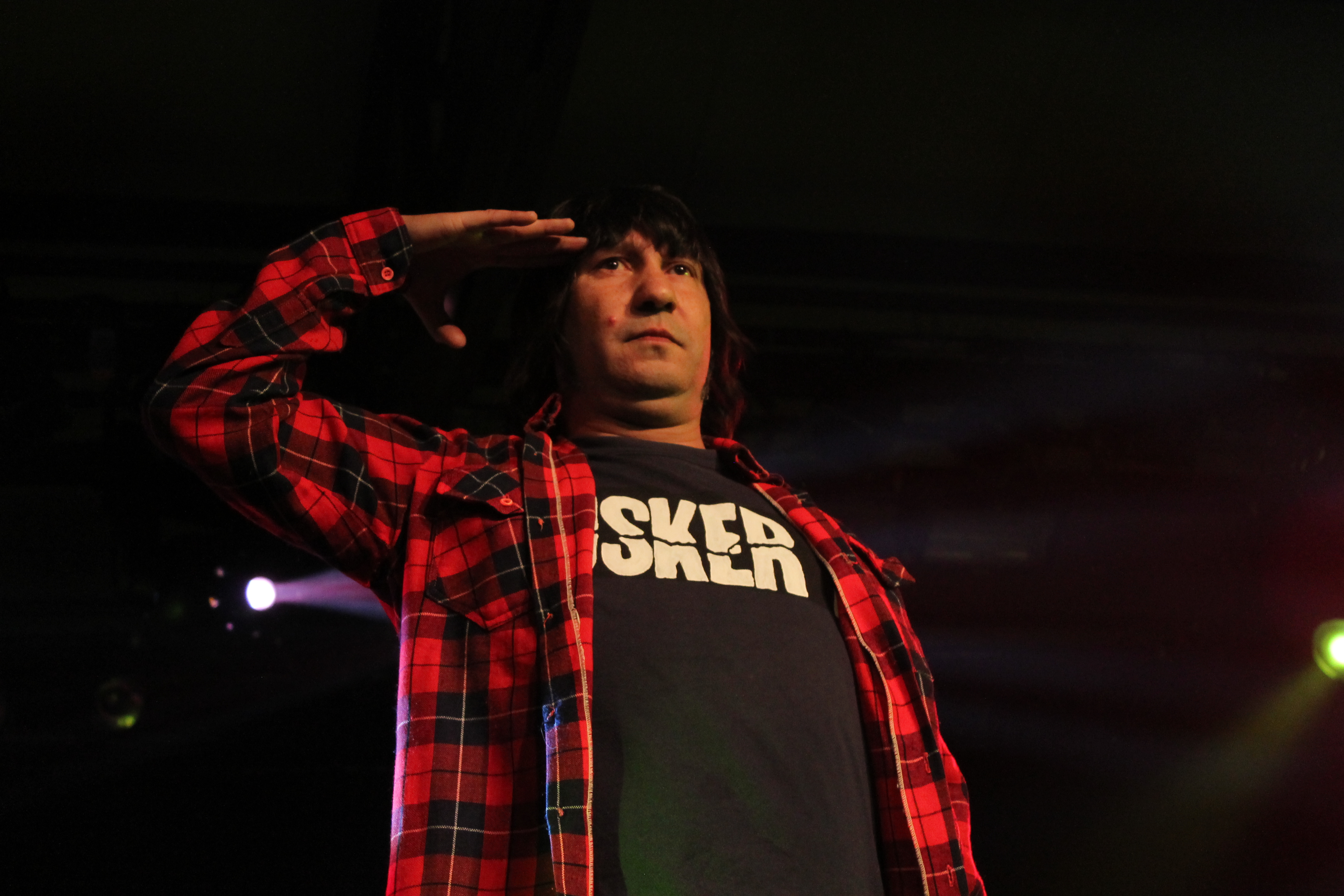
Walter «Mosca» Velázquez en 2014. Es el cantante y principal compositor de la banda desde 1987.

La siguiente placa de la banda se tituló con el nombre de Antorchas y es editado en el año 2000. Este quinto disco en estudio contiene un sonido pulcro y centrándose más en temas de la vida cotidiana de cada uno de sus integrantes. Destacan «Jason» y «Siempre es lo mismo». Este sería el último trabajo de Marcelo Ares como baterista del grupo, quien se iría de la banda tras finalizar la gira por Sudamérica en 2002 siendo reemplazado por "Monty" Montes.
En 2004, sale al mercado Super ocho que cuenta con dieciséis canciones registradas en los Estudios "El Pie" que mantienen el mismo estilo que siempre; las canciones que más resaltan fueron "Vampira" y "Washington".
En 2006, graban y publican el disco Un mundo de sensaciones, con la producción de Juanchi Baleiron de Los Pericos. Con un sonido que continúa el de Super ocho pero con letras mejores trabajadas, la banda estaba integrada por Pablo (guitarra y voz), Monti (batería), Papa (bajo), Pedro (guitarra y voz) y Mosca (voz). Entre los invitados se destacan Sebastián Teysera de la banda uruguaya La Vela Puerca, Diego Blanco y Juanchi Baleiron (Los Pericos) y Claudio O'Connor. El primer corte fue «Aeropuerto», cuyo videoclip contó con la participación estelar de la actriz Jazmín Stuart.
El 14 de diciembre de 2007 fueron invitados a participar del festival donde se grabaría el DVD conocido como "30 años de punk" organizado por la mítica banda Los Violadores, donde también estaba como banda invitada Cadena Perpetúa . Los Violadores cerraba esa noche, pero debido a un imprevisto, fue Dos Minutos quien acabó cerrando la noche. En el mismo recital, el "Mosca" pedía constantes disculpas, tanto a sus compañeros, como a las otras bandas, como así también al público, argumentando que no se sentía bien y que recién venía de un hospital. En varias oportunidades se da a entender que es por el abuso de drogas, como por ejemplo la constante de Pablo diciendo "20 gramos no es nada" o "Este viejo de mierda nos va a enterrar a todos".

### Actualidad

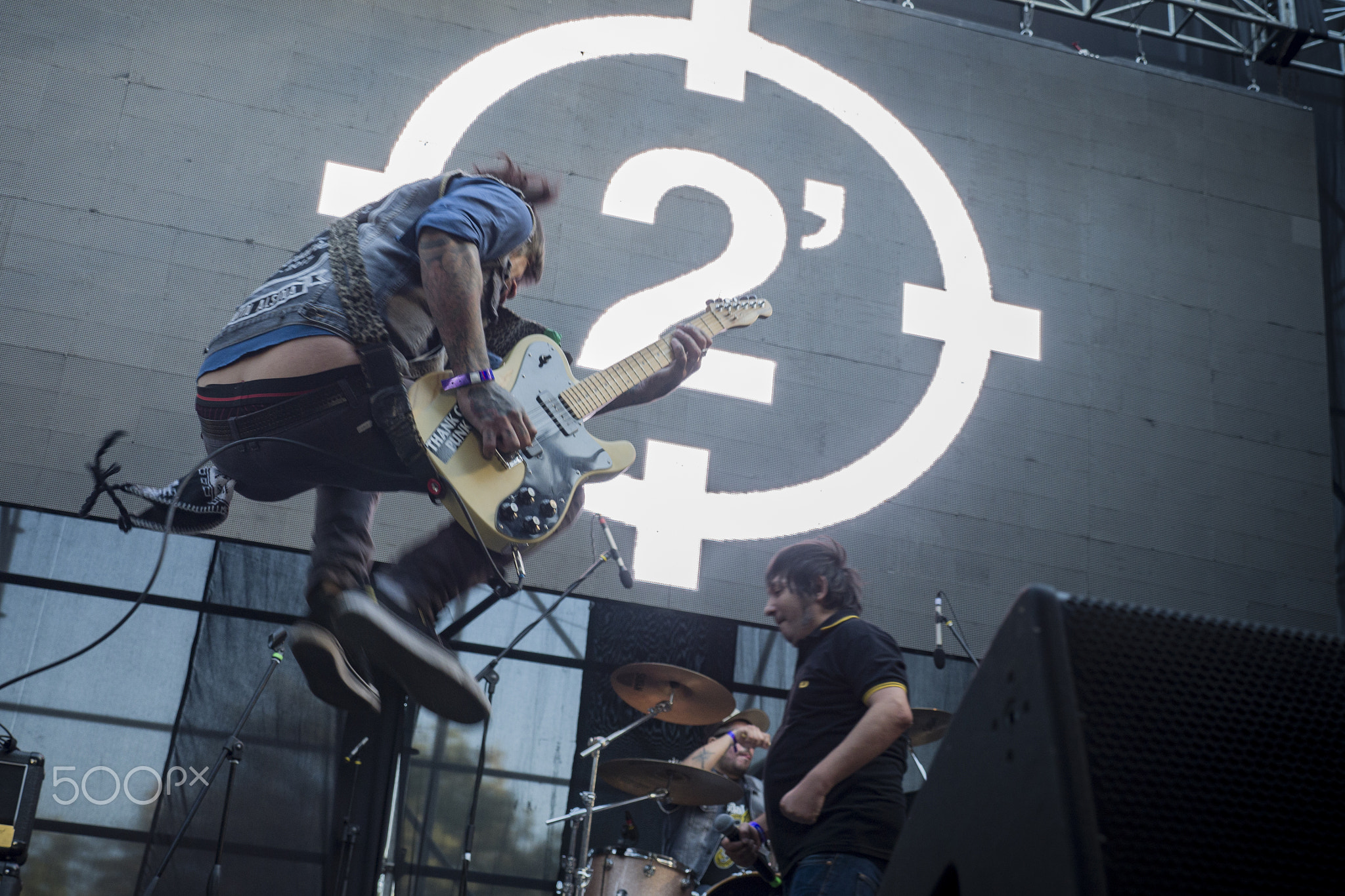
2 Minutos en el Festival Frontera, 22 de abril de 2017

Luego de su gira "Chichipio Hunter" por todo el país y varios países de Hispanoamérica, editaron su nuevo material titulado Vamos a la granja/Directo al infierno, donde incluyen un sonido más pulcro, pero a su vez tan poderoso como en los primeros tiempos. Este disco cuenta con 4 covers, «Resfriada» de Daniel Melero, «Todavía una canción de amor» de Los Rodríguez, «Ave de paso» de Sandro y «Straight to hell» de The Clash, y por último de "Valentín Alsina" de (Six Piscols) compuesta por Felipe Gaete.
Con motivo de los 25 años de la banda, El Indio (guitarrista fundador) decidió grabar un disco homenaje con la participación de los más grandes artistas del punk rock local. El nombre del tributo fue Vos no confiaste y fue presentado en abril de 2013. En ese mismo año, editaron la placa Valentín Alzheimer. El 6 de diciembre de 2014, se presentaron en el Rockout Fest, un festival de rock alternativo en Santiago de Chile. En 2015, la banda anunció la salida de un DVD, que será grabado en Chile.
El 4 de septiembre de 2016 tocaron en el Estadio Luna Park para celebrar sus "Cachi 30 Tour", con un Luna totalmente lleno y con invitados de lujo como Hugo de Doble Fuerza, Chino Vera y Edu de Cadena Perpetua. El 3 de julio de 2017 tocaron en el último día del festival Rock al Parque de Bogotá, Colombia, frente a 60 mil espectadores bailando y festejando los 30 años. 
El 22 de abril de 2017 se presentaron en el Estadio Bicentenario de la comuna de La Florida, en Santiago de Chile durante el Festival Frontera.
En 2018 se suscitó la polémica debido a la fallida presentación de la banda en Tartagal, Salta; la policía de la provincia suspendió el show cuando el grupo tocaba su cuarto tema: Arrancamos con todo, con «Ya no sos igual», «Barricada policial» y «Amor suicida», y cuando íbamos por la mitad de «Canción de amor», vi que el micrófono no funcionaba, entonces le hice señas al sonidista, declaró Mosca: En ese momento apareció un rati (policia), se ve que era el capo de los ratis del lugar, y me dijo «No, flaco, ya fue, ustedes no tocan más. Es más, ya pedimos infantería»'.
A mediados del 2019, editan un nuevo trabajo discográfico, en vinilo: Amigos de lo ajeno. Cuenta con 7 versiones que van desde Sui Generis, El Chapo de Sinaloa, José Luis Perales, Nirvana y Andrés Calamaro.

## Miembros

### Formación actual
- Walter "Mosca" Velázquez - voz (1987-presente)
- Alejandro "Papa" Aidnajian - bajo (1987-presente)
- Pablo Coll - guitarra (1999-presente)
- Alejandro "Indio" Mirones - guitarra (1989-1999) (2020-presente)
- Monty Montes - batería (2002-presente)

### Antiguos integrantes
- Marcelo Ares - batería (1987-2002)
- Marcelo "Pedro" Pedrozo - guitarra rítmica (1999-2022)

## Discografía

### Álbumes de estudio
- Valentín Alsina (1994)
- Volvió la alegría, vieja!!! (1995)
- Postal 97’ (1997)
- Advertencia (1998)
- Dos minutos de advertencia (1999)
- Antorchas (2000)
- Super ocho (2004)
- Un mundo de sensaciones (2006)
- Vamos a la granja / Directo al infierno (2010)
- Valentín Alzheimer (2013)
- Amigos de lo ajeno (2019)
- 45 NN (Vinilo) (2020)
- Expunkto (EP) (2022)
- La máquina de hacer cagadas (2024)

### Álbumes en vivo
- Novedades (1999)
- Vida monótona (2002)
- 20 años no es nada (2007)

### DVD
- Completo 95 (Originalmente editado en VHS, reeditado en México posteriormente en DVD), 1995
- En vivo en El Teatro (En vivo en El Teatro Colegiales), 2007
- 20 años no es nada (En vivo en Obras 25/08/07), 2007
- 30 años de punk (Junto a Violadores y Cadena Perpetua 14/12/07), 2008